# Brok

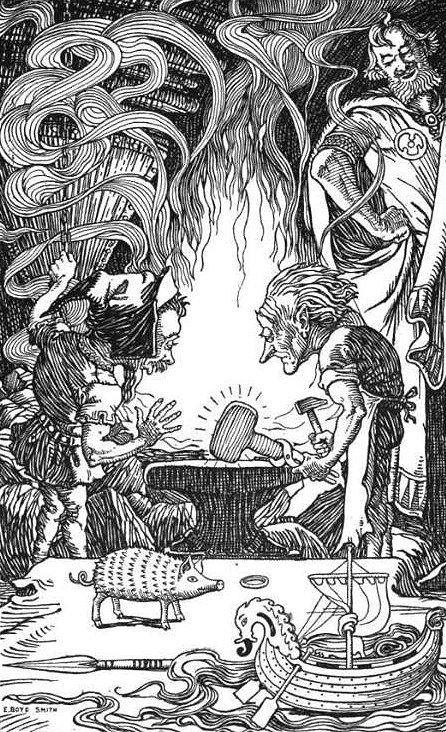
Escena de Brok ante el Tercer Regalo

Brok o Brokk era un enano, hermano de Sindri y su historia puede encontrarse en la creación de algunos de los artículos más poderosos que tuvieron los Æsir.

## Historia
Un día Loki cortó con malicia la cabellera de Sif, la esposa de Thor, lo que provocó su cólera. Temeroso ante posibles represalias, Loki acudió a los hijos de Ivaldi, un grupo de enanos artesanos, en busca de una cabellera dorada para Sif, que crecería como los otros cabellos. Loki fue pues a la morada de los enanos y ellos hicieron los cabellos; Skíðblaðnir, el barco de Frey y Gungnir, la lanza de Odín. De vuelta en Asgard Loki, una vez entregados los regalos, se deshizo en halagos con la maestría artesana de los hijos de Ivaldi, llegando a asegurar que ningún enano podría volver jamás a forjar algo tan delicado y útil.
El enano Brok, que se encontraba presente, aseguró que él y su hermano Eitri (también conocido como Sindri) podrían fabricar regalos mucho más preciosos que los anteriores, y como estaba tan seguro de ello, apostó su cabeza con Loki.
Los hermanos se dirigieron a la forja. Sindri puso una piel de cerdo en la fragua y pidió a Brok que maniobrara el fuelle y que no se detuviera hasta que él no hubiera retirado de la fragua lo que había colocado. Loki, disfrazado de mosca, se posó sobre la mano de Brok y lo picó, pero no por eso dejó de maniobrar el fuelle y lo que Sindri retiró fue Gullinbursti un cerdo con sedas de oro. En el segundo trabajo, puso oro en la fragua. Esta vez, Loki se posó sobre el cuello de Brok y lo picó más fuerte, pero no por eso dejó de maniobrar el fuelle y lo que el forjador retiró fue la argolla de oro Draupnir. En el tercer y último trabajo, Sindri puso hierro en la fragua y pidió a su hermano que continuara soplando, si no, todo se perdería; la mosca se posó entre los ojos de Brok y lo picó en los párpados. La sangre empezó a caer en sus ojos, cegando a Brok lo suficiente como para abandonar un instante el fuelle. Esta breve interrupción causó que la empuñadura del tercer regalo, el legendario martillo Mjolnir, fuese más pequeña de lo deseado (Thor, futuro receptor del regalo, usará los guanteletes de hierro conocidos como Járngreipr para poder manejar el martillo con soltura). Sindri dio a su hermano estos tesoros y le pidió que fuera a Asgard a buscar a quien había apostado. 
Mientras Loki y Brok llegaban cada uno con sus tesoros, los Æsir se sentaron sobre sus tronos, y deliberaron. Odín, Frey y Thor fueron nombrados jueces para dar la decisión final. Loki dio Gugnir a Odín, la lanza que no debía jamás perder su señal; a Thor le dio la cabellera de Sif; y a Frey, le dio el barco, que siempre tenía viento favorable en cuanto sus velas eran desplegadas, sin importar el rumbo y que podía plegarse como una servilleta y guardarse en el bolsillo si se deseaba. Brok, entonces, avanzó y le dio a Odín la argolla, diciendo que cada novena noche surgirían de ella ocho argollas de igual valor. A Frey le dio el cerdo, diciéndole que podría correr en el aire y sobre el mar día y noche, más rápido que cualquier otro caballo, y que, por muy larga que fuese la noche, por más oscuros que fuesen los otros mundos, siempre habría claridad donde estuviera el cerdo, tan brillantes eran sus sedas. A Thor le dio el martillo, diciendo que podría golpear cualquier objeto sin importar su tamaño; que jamás golpearía en falso, y que cuando lo lanzase no debía temer perderlo, pues por muy lejos que fuera a caer, volvería siempre a su amo, y según sus deseos, se volvería tan pequeño que podría esconderlo en su túnica; el único defecto (debido al incidente provocado por el tramposo Loki) era su empuñadura, ligeramente corta. Los dioses deliberaron y proclamaron al martillo como el mejor de todos los tesoros, especialmente por la protección que ofrecía contra los gigantes. En consecuencia, decidieron que el enano había ganado la apuesta y este último quiso pues la cabeza de Loki. 
Loki intentó recuperar su preciada cabeza de alguna manera; pero el enano no quiso aceptar ninguna alternativa. "¡Bueno, agárrame entonces", dijo Loki, y en un momento estuvo muy lejos, ya que tenía unos zapatos con los que podía correr por los aires y sobre el mar. El enano pidió ayuda a Thor, en agradecimiento por el regalo, para atrapar al mezquino Loki, pero cuando Brok quiso cortarle la cabeza, Loki dijo: "Mi cabeza es vuestra, más no el cuello, cuidad de hacerle daño porque incumpliréis el trato." El enano, engañado por Loki, tomó hilo y un cuchillo y quiso perforar los labios de Loki para conservarlos juntos para que así no pudiera engañar más, pero el cuchillo no estaba lo suficientemente afilado. "Estaría bien si tuviera el aliento de mi hermano", dijo, e inmediatamente el aliento estuvo allí y fue tan afilado que Brok pudo coser los labios de Loki para que se cerraran. Mucho tiempo después, Loki pudo sacarse los hilos a pesar de todo el dolor y siguió engañando con sus palabras a los incautos. (1)